# Nupserha tatsienlui
Nupserha tatsienlui là một loài bọ cánh cứng trong họ Cerambycidae.